# Leila Demez
Leila Demez (20 giugno 1974) è un'ex sciatrice alpina italiana.

## Biografia
Originaria di Selva di Val Gardena, la Demez debuttò in campo internazionale in occasione dei Mondiali juniores di Montecampione/Colere 1993; in Coppa del Mondo esordì il 7 gennaio 1995 a Haus in supergigante (40ª), mentre in Coppa Europa conquistò l'ultimo podio il 24 gennaio 1996 a Sankt Sebastian in slalom gigante (3ª). In Coppa del Mondo ottenne il miglior piazzamento il 21 novembre 1996 a Park City nella medesima specialità (27ª) e prese per l'ultima volta il via il 26 gennaio 1997 a Cortina d'Ampezzo ancora in slalom gigante, senza completare la prova; si ritirò al termine della stagione 1997-1998 e la sua ultima gara fu uno slalom speciale juniores disputato il 16 aprile a Sestriere. Non prese parte a rassegne olimpiche o iridate.

## Palmarès

### Coppa del Mondo
- Miglior piazzamento in classifica generale: 115ª nel 1997

### Coppa Europa
- 1 podio (dati dalla stagione 1994-1995):
  - 1 terzo posto

### Campionati italiani
- 1 medaglia[1]:
  - 1 argento (supergigante nel 1994)